# Diversity Link System
Das Data Link Switching System  (DLS) ist ein auch im Flugmodellbau eingesetzte technische Vorrichtung, die durch redundante, also durch mehrfache Auslegung des Empfangssystems, eine höhere Übertragungssicherheit der Steuerbefehle zulässt.
Als zusätzliche Übertragungssicherheit werden nicht nur wie bei Antenna Diversity zwei Sende/Empfangsantennen, sondern außerdem zwei baugleiche Empfänger eingesetzt, die über ein Schnittstellenkabel miteinander verbunden sind. Die Antennen beider Empfänger werden möglichst senkrecht zueinander im Modell verbaut. Somit ist garantiert, dass im Falle, dass einer der beiden Empfänger kein gültiges Signal bekommt, der zweite Empfänger dann die Steuerbefehle erhält (die Empfangs/Sendeleistung einer Antenne ist gerichtet, d. h. nicht aus allen Richtungen gleich groß). Über das Schnittstellenkabel werden die stärkeren Signale immer auch an den Empfänger mit dem schlechteren Empfang weitergegeben. Die beiden Empfänger sind gleichwertig.